# Normál nyomtávolság

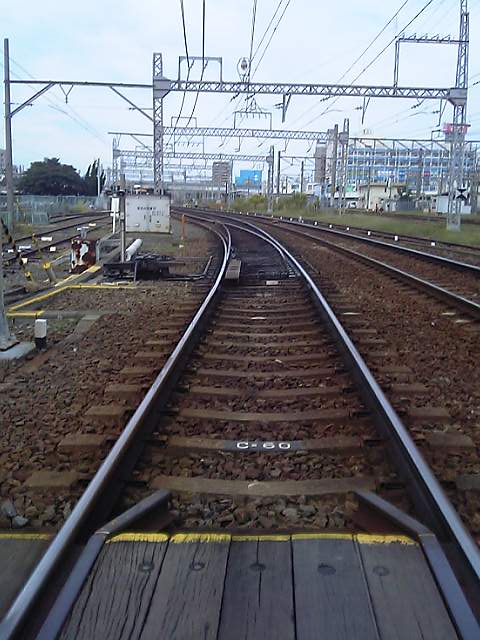
Normál nyomtávolságú vasúti pálya

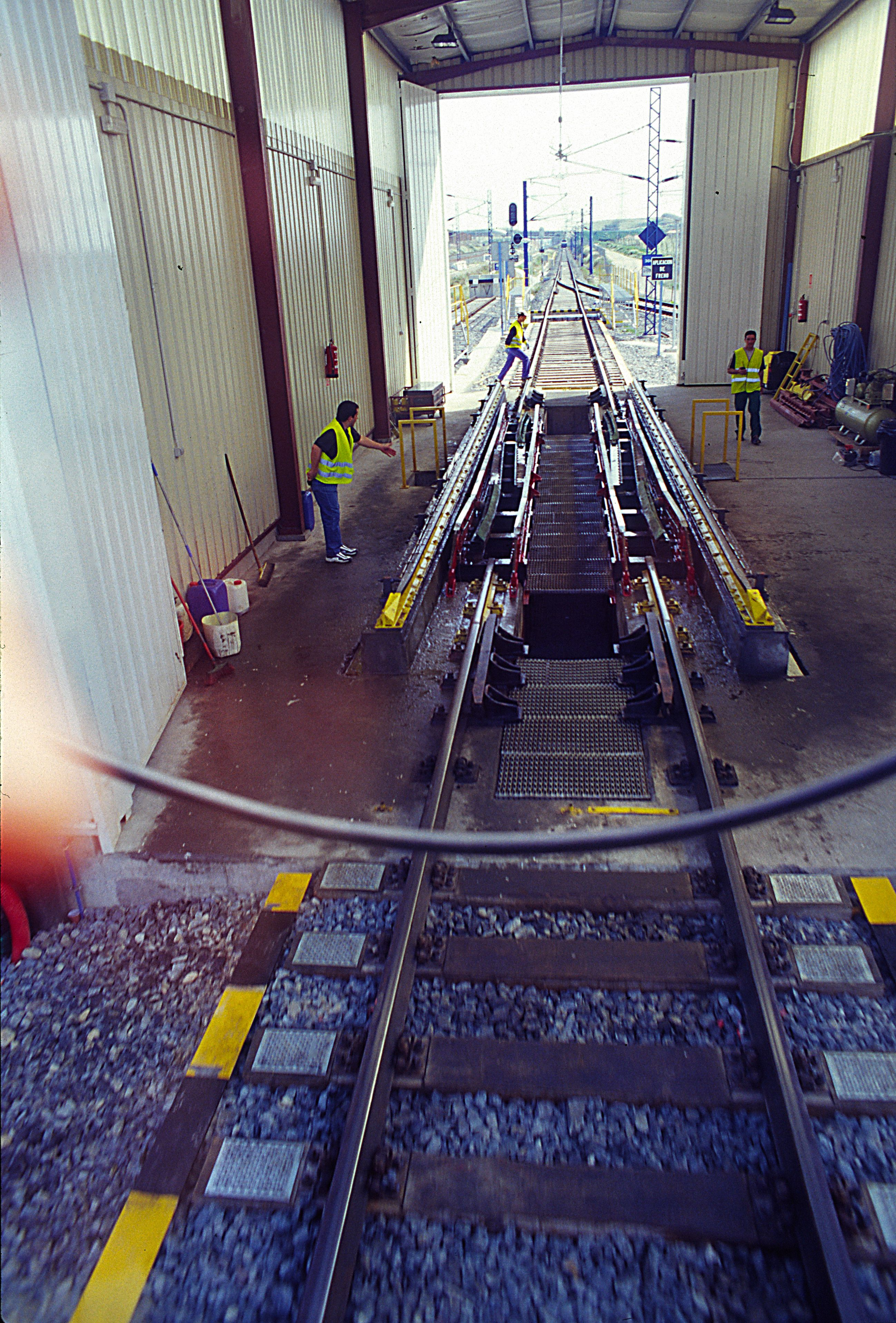
Nyomtávváltó berendezés Spanyolországban

A normál nyomtávolság (ismert még mint Stephenson nyomtávolság George Stephenson angol vasúti mérnök neve után, nemzetközi nyomtávolság, UIC nyomtávolság vagy európai nyomtávolság) egy vasúti nyomtávolság, melynél a két sínszél távolsága 1435 mm-re (4 láb, 8 és fél hüvelykre vagy 56,5 hüvelykre) található egymástól.
Ez a világon a legnagyobb hosszúságban alkalmazott nyomtávolság, a világ vasútjainak több mint 50%-a 1435 mm-es nyomtávolságú. Továbbá ez a nyomtávolság a leggyakrabban alkalmazott nagysebességű vasúti nyomtávolság is, a világ nagysebességű vasúttal rendelkező 22 országa közül csak Oroszország, Finnország, Portugália, Üzbegisztán és részben Spanyolország alkalmaz ennél szélesebb nyomtávolságot.
Ezt a nyomtávolságot nemcsak a nemzeti vasúttársaságok, hanem számos metró- és villamosvonal, továbbá több siklóvasút is alkalmazza. Bár ezek legtöbbször szigetüzemként működnek, mégis érdemes a legjobban elterjedt nyomtávolságot választani a későbbi járműbeszerzések megkönnyítése érdekében.

## Története
A vasúti közlekedés Angliából indult világhódító útjára. Már az első angliai vasútvonalak is ezzel a nyomtávolsággal épültek, majd miután az angliai mozdonygyárak külföldre is értékesítettek mozdonyokat, a frissen megalakuló vasúttársaságok is ezt a nyomtávolságot alkalmazták. Miután azonban több ország is saját mozdonygyártásba kezdett, létrejöttek az ettől keskenyebb és szélesebb nyomtávolságok is.

## Magyarország
Magyarországon is az első vasútvonal Pest és Vác között normál nyomtávolsággal épült ki, majd az ezt követő vasútépítések is ezt a nyomtávolságot alkalmazták. A magyarországi villamos- és metróvonalak, továbbá a budavári sikló is normál nyomtávolsággal épült ki. Az országban az 1435 mm-es nyomtávolságon kívül a gazdasági kisvasutak keskeny nyomtávolsággal, továbbá Záhony környékén Ukrajna közelsége miatt széles vagy fonódott nyomtávolságú vasútvonalak épültek.

## Japán
Japán vasúthálózata 1067 mm-es nyomtávolsággal épült ki, ám mikor a Sinkanszen megépítésébe fogtak, a japánok is a számukra szélesebb, normál nyomtávolságot választották. Az 1435 mm-es nyomtávolság lehetővé tette, hogy szélesebb, ezáltal nagyobb befogadóképességű szerelvényeket állítsanak üzembe, továbbá a sebességet is megemelhették először 200 km/h-ra, majd később egészen 300 km/h sebességre.

## Spanyolország
Spanyolország a Franciaországgal való ellenséges viszonya miatt[forrás?] szélesebb, 1668 mm-es nyomtávolságot alkalmazott az országos vasúthálózat kiépítésénél. Ám miután felvették az Európai Unióba és megkezdték az országos nagysebességű vasúthálózat (AVE) kiépítését, a spanyolok is a normál európai nyomtávolságot alkalmazták. Ez a meglévő vasúthálózatukkal azonban nem volt kompatibilis, így a Talgo kifejlesztette a nyomtávváltásra is alkalmas vonatokat.